# 3931 Batten
3931 Batten је астероид главног астероидног појаса чија средња удаљеност од Сунца износи 2,394 астрономских јединица (АЈ).
Апсолутна магнитуда астероида је 13,5.